# A 13. harcos
A 13. harcos (eredeti cím: The 13th Warrior) 1999-ben bemutatott amerikai történelmi akció-kalandfilm, melyet John McTiernan rendezett. A film alapjául Michael Crichton 1976-ban kiadott Ködsárkányok (magyarul A 13. harcos címmel is megjelent) regénye szolgált: az alapműhöz hasonlóan Ahmad ibn Fadlán feljegyzéseit dolgozza fel, valamint a Beowulf laza adaptációja. Néhány jelenet nem hivatalos rendezője maga Crichton volt. A főbb szerepekben Antonio Banderas, Diane Venora és Omar Sharif látható.
Az Amerikai Egyesült Államokban 1999. augusztus 27-én mutatták be. Bevételi és kritikai szempontból is gyengén teljesített: a beszámolók szerint 160 millió dolláros költségvetésből készült film mindössze 60 millió dollár bevételt termelt.

## Cselekmény
A száműzött arab udvari költő, Ahmad ibn Fadlán utazásai során találkozik a számára idegen és ellenszenves vikingekkel. Az északi nép földjén egy titokzatos kannibál törzs tartja rettegésben a helyi lakosokat. A tizenkét viking harcosnak egy jóslat értelmében találnia kell maga mellé egy tizenharmadik, idegen harcost is, hogy legyőzhessék ellenségüket – választásuk Fadlánra esik, aki így kénytelen velük tartani veszedelmes küldetésükben. 

## Szereplők
| Színész            | Szerep                  | Magyar hang       |
| ------------------ | ----------------------- | ----------------- |
| Antonio Banderas   | Ahmad ibn Fadlán        | Selmeczi Roland   |
| Antonio Banderas   | Ahmad ibn Fadlán        | Varga Gábor       |
| Diane Venora       | Weilew királyné         | Holló Orsolya     |
| Vladimir Kulich    | Buliwyf, az első harcos | Haás Vander Péter |
| Dennis Storhøi     | Herger, a Vidám         | Bácskai János     |
| Omar Sharif        | Melchisidek             | Mécs Károly       |
| Anders T. Andersen | Wigliff, a király fia   | Földi Tamás       |
| Richard Bremmer    | Skeld, a Babonás        | Sótonyi Gábor     |
| Tony Curran        | Weath, a Muzsikus       | Janovics Sándor   |
| Mischa Hausserman  | Rethel, az Íjász        |                   |
| Clive Russell      | Helfdane, a Kövér       | Bicskey Lukács    |
| Sven Wollter       | Hrothgar király         | Varga Tamás       |

## Fordítás
- Ez a szócikk részben vagy egészben  a   The 13th Warrior című angol Wikipédia-szócikk ezen változatának fordításán alapul.  Az eredeti cikk szerkesztőit annak laptörténete sorolja fel. Ez a jelzés csupán a megfogalmazás eredetét és a szerzői jogokat jelzi, nem szolgál a cikkben szereplő információk forrásmegjelöléseként.